# Gagea alii
Gagea alii (лат.) — вид однодольных растений рода Гусиный лук (Gagea) семейства Лилейные (Liliaceae). Впервые описан российским ботаником Игорем Германовичем Левичевым в 2006 году.
Видовой эпитет дан в честь Саеда Иртифака Али, ботаника и исследователя флоры Пакистана.

## Распространение
Эндемик Пакистана.

## Ботаническое описание
Луковичный геофит.
Одиночно растущее растение высотой 7—25 см.
Луковица яйцевидная, кожистая, диаметром 0,9—1,1 см, покрыта серо-коричневой оболочкой.
Цветонос округлый, длиной 3—10 см.
Прикорневой лист одиночный; цветоносные листья линейной формы.
Соцветие плотное, несёт 6—14 цветков с ланцетовидными лепестками жёлто-зелёного цвета.
Близок виду Gagea chlorantha; отличается более крупным размером, бо́льшим количеством цветков и наличием всего одного прикорневого листа.